# Acinipe paulinoi
Acinipe paulinoi är en insektsart som först beskrevs av Henri Saussure 1887.  Acinipe paulinoi ingår i släktet Acinipe och familjen Pamphagidae. Inga underarter finns listade i Catalogue of Life.